# کوین رودریگس
کوین رودریگز (اسپانیایی: Kevin Rodríguez‎؛ زادهٔ ۴ مارس ۲۰۰۰) بازیکن فوتبال اهل اکوادور است.
وی همچنین در تیم ملی فوتبال اکوادور بازی کرده‌است.